# Koreansk normaltid
Koreansk normaltid (KST, Koreanska: 한국 표준시) är normaltiden i Sydkorea och Nordkorea och är 9 timmar före UTC (UTC+9). Varken Nordkorea eller Sydkorea tillämpar sommartid, men har experimenterat med det [när?].
Nordkorea använde mellan den 15 augusti 2015 och den 4 maj 2018 Pyongyang Time (UTC+8:30). Den 5 maj 2018 återgick man till koreansk normaltid.